# Рудник Ковин
Рудник Ковин  налази се у Јужном Банату, 8 км јужно од села Гај, непосредно поред насеља Мало Баваниште, општина Ковин, регионални центар – Панчево, најближи град – Смедерево, на свега 11 км од Ковина, повезан мостом преко Дунава.

## Историјат развоја рудника
Истражни радови на простору рудника започети су 1976. године, а ископ угља је отпочео 1995. године. Угаљ се вади са дна језера које је повезано са Дунавом, и представља јединствену подводну експлоатацију угља на свету.
Привредно друштво за подводну експлоатацију угља издвојено је 1. јула 2005. године из састава Електропривреде Србије и од тада послује као самостално тржишно оријентисано предузеће.

## Експлоатација
Угаљ добијен подводном експлоатацијом  је класе Лигнити намењен је за широку и индустријску потрошњу.
Продаје се у класама: комад-коцка, орах, грах, и дорађени грах и просечне је топлотне вредности од 11000 кЈ/кг.
Продаје се и шљунак као нуспроизвод добијен при ископу угља у следећим облицима:
- природна мешавина шљунка (чист шљунак)
- шљунак негарантованог квалитета (прљав шљунак)

Експлоатација угља је специфична, аи технологија експлоатације је јединствена у свету. О сличним технологијама, са овим типом багера постоје у експлоатацији речних сам језерских наноса и у приобаљима мора, или експлоатације угља има само У Ковину. За сада, се експлоатише са више од 200 000т комерцијалног угља на годишњем нивоу, а у изради је да се достигне цифра од 250-300 000т угља годишње.

## Новија истраживања
На основу истраживања потврђено је да се на ширем подручју лежишта сам у његовим дубљим деловима налазе резерве, које се процењују на додатних, око 180 милиона тона угља. Са ранијим истраживањима да су и у светким размерама респектабилне количества од 400 милиона тона квалитетног лигнита. Анализе говоре да је топлотна вредност угља У лежишту око 8200кЈ / кг, а угаљ добијен експлоатацијом, услед транспорта водом, добија на калоријској вредности чак до 50%, на годишњем нивоу је његова вредност радим 1200кЈ / кг.

## Опрема која се користи
Овај рудник у Ковину је јединствен у Европи , у коме се угаљ вади са дна Дунава, уз помоћ пловног багера, карактерише и савремена опрема немачког произвођача. Багер фирми "Орштајн" склапан је 1991. године у Новом Саду. Остала механизација такоће је из увоза или је пореклом се од европских подизвођача. Багер је и брод, са катарком дугом 58 м. Катарка носи резервни точак, који са дубине од 6-45 м испод воде откопава слој угља. Помоћна Механизација је стандардна, ту су булдожери, утоварне лопате и слична опрема.
Експлоатација угља настаје после шта се откопа слој откривке, који је у просеку двадесетак метерс иза откривеног слоја. Багер ѕатим откопава угаљ из језера ротором сам усисава пумпама,те га транспортује хидрауличким путем кроз цевовод до класирнице за угаљ, на којој се најпре угаљ одваја од воде, као чврста супстанца, а онда се раздваја у разне гранулат. Угаљ, се раздваја у неколико фракција по гранулометријском саставу - коцка, орах по грах.